# NGC 6765
NGC 6765 (другое обозначение — PK 62+9.1) — планетарная туманность в созвездии Лира.
Этот объект входит в число перечисленных в оригинальной редакции «Нового общего каталога».